# Протести в Конго (2016)
20 грудня 2016 року Президент Демократичної Республіки Конго Жозеф Кабіла заявив, що він не покине пост президента після закінчення терміну свого президентства. Згодом протести спалахнули по всій країні, яка ніколи не мала мирної передачі влади з моменту її утворення в 1960 році. Уряд боровся проти протестів блокуванням соціальних медіа, застосуванням сили з боку сил безпеки, які залишили десятки мертвих. Іноземні уряди засудили напади на учасників протесту.
23 грудня була досягнута угода між опозицією та режимом Кабіла. Так, за договором, Кабіла не буде змінювати конституцію і залишить пост до кінця 2017 року. Відповідно до угоди Етьєн Тшісекеді (Étienne Tshisekedi) буде курирувати, що угода здійснюється, також прем'єр-міністр країни буде призначений від опозиції.

## Попередні події
Слідом за Буркінабським повстанням в 2014, Демократична Республіка Конго
пережила серію протестів (наприклад, конголезькі протести 2015 року), в яких конголезькі громадяни зажадали, щоб президент Жозеф Кабіла не змінював строків повноважень президента в конституції країни, з тим щоб він міг балотуватися на новий термін перебування на посаді, а не відкладати планові вибори в країні. Ці та інші протести в 2016 році часто були жорстокими і мали місце в більш широкому контексті частих масових протестів проти авторитарних урядів в Африці (наприклад, в Бурунді, Уганді, Ефіопії, Габоні, Республіці Конго, Зімбабве та Камеруні).
У 2016 році уряд Кабіли був згаданий в Панамських документах

## Хроніка подій
14 грудня 2016 року 42 чоловіки були арештовані в Гома (за даними Human Rights Watch.) Тим часом антикабіловський протест був проведений біля Університету Кіншаси.
20 грудня силами безпеки було вбито 19 цивільних у Кіншасі, 6 цивільних в Бома, 4 цивільних в Матаді і 5 цивільних в Лубумбаші. Протестанти тримали червоні карти-пенальті і дули у свистки, що означало, що термін Кабіли скінчився і вони бажають, щоб він залишив владу. Протестанти в Кіншасі були атаковані силами безпеки із застосуванням сльозогінного газу, водометів та кулями. За даними ООН з 17 по 19 грудня було заарештовано принаймні 113 людей.
21 грудня після протестів у другому за величиною місті країни, Лубумбаші, загинуло 10 людей і 47 було поранено (за даними місцевого NGO). Протести в інших містах по всій країні залишили в цілому щонайменше 26 мертвих протягом дня, відповідно до Human Rights Watch, в якому говорилося, що військові та співробітники поліції були задіяні в Лубумбаші й Кіншасі. Уряд повідомив про 9 смертей і 275 заарештованих поліцією.
23 грудня було підписано угоду між опозицією та режимом Кабіла і таким чином гостра фаза протестів була пройдена. Кабіла пообіцяв піти у відставку до кінця 2017 року.

## Посередницькі зусилля Римо-католицької церкви Конго
Римо-католицька церква Конго виступила посередником у переговорах між опозицією та урядом.

## Міжнародна реакція
- Бельгія: Бельгійський уряд заявив, що він може переглянути стосунки із ДРК.[13]
- Франція: Французький уряд закликав ЄС переглянути стосунки із ДРК.[13] Міністр закордонних справ Жан-Марк Еро заявив: «Ми не можемо продовжувати вдавати, що нічого не трапилося».[13]
- Німеччина: Німецьке міністерство закордонних справ оголосило, що «Переговори щодо співпраці з метою розвитку, який пройде в наступному році буде відкладено на невизначений термін. Німецький уряд залишає за собою право вжити подальші кроки.»
- Велика Британія: Тобіас Еллвуд, британський міністр у справах Африки і Близького Сходу, сказав: «Уряд завчасно в терміновому порядку повинен встановити дату виборів, щоб запобігти ситуації подальшої ескалації.»[13]
- США: Американський уряд виступив із заявою: «Ми як і раніше готові ввести додаткові санкції відносно тих, хто — будь то уряд або опозиція — хто здійснює насильство або перешкоджає демократичним інститутам ДРК».[13]